# 姜书阁
姜书阁（1907年—2000年），字文渊，笔名长天、纾翮等，男，满族，辽宁凤城人，中国古典文学研究家，湘潭大学教授，曾任中华诗词学会顾问。